# باذ بن دستك
أبو عبد الله الحسين بن دستاك الحربختي، المُلقب أبو شجاع، أو ببساطة بَض أو بَذ (توفي عام 991) كان زعيمًا قبليًا كرديًا وأحد أهم مؤسسي إمارة المروانية من جهة الأم.

## المظهر
يُوصف باذ بأنه كان ضخمًا وقبيح المظهر.

## الحياة المُبكرة
ومن المرجح أن يكون باذ قد وُلد بالقرب من خيزان. لا يُعرف الكثير عن حياته الشخصية. عندما أصبح بالغًا، كان باذ في الأصل زعيمًا لمجموعة من الرجال المسلحين، وربما عصابة حرب. يُفترض أنه ورث ممتلكات والده، والتي كانت عبارة عن اتحاد قبلي كردي يتركز حول مدينتي سعرد وبدليس والذي كان يعمل رسميًا كتابع للحمدانيين. كان ينتمي إلى قبيلة حميدي فرع من قبيلة جيهاربوكستي (كار بوتان). ومع ذلك فقد طالبت أيضًا قبيلة الهفيدي والدوستكي بإرثه، ويشير اسم الدوستيكي إلى دوستاك في اسمه، وهم معروفون اليوم باسم قبيلة الدوسكي في منطقة بادينان. وكان له أخت اسمها فَهْم، وأخ اسمه أبو الفوارس الحسن. قُتل الأخير في معركة ضد البويهيين في عام 987-988 م.

## تمرد بارداس سكليروس
أثناء تمرده، طلب سكليروس المساعدة من باز الذي قام بغارة على تارون ونهب بلدة موش مع عدد كبير من الجنود استجابةً لطلب الروم (البيزنطة). في عام 978 أو 979، انتقل إلى الاستيلاء على ملاذ كرد، التي دمرها البيزنطيون في عام 968/969 م. كما استولى على إرشيش وأهلات وبارغيري لاحقًا أيضًا.
في عام 984، استولى على ميافارقين ومنطقة ديار بكر بأكملها.
تعود أصول قبيلة البديكان إلى بديع بن دستة مؤسس الدولة المروانية. وتستمر هذه القبيلة في الوجود في مقاطعات موش وسلوان وديار بكر في تركيا. جسر مالابادي في سيلفان، ديار بكر يأخذ اسمه من باد، مؤسس المروانية. مالاباذي تعني (بيت السوء) باللغة الكردية. 

## الوفاة والإرث
قُتل باذ في معركة ضد الحمدانيين. ويقال أن قبره يقع في صور الواقعة في تركيا اليوم. وفي صحيفة كردستان، صُور باعتباره أحد القادة الأكراد الرئيسين إلى جانب صلاح الدين وبدرخان بك.